# إفناء
الإفناء في الفيزياء وفي نظرية المجال الكمي هي ظاهرة تحول الإلكترون ونقيضه البوزيترون كلية إلى شعاع غاما. وكما نرى فتعبير إفناء لا يقصد منه إفناء الطاقة وإنما المادة ومضادها فقانون بقاء الطاقة ينطبق على الطاقة كما ينطبق على الكتلة. أي أن الطاقة لا تفني، والكتلة لا تفنى وكلتاهما صورتان لشيئ واحد. وقد صاغ أينشتاين ذلك التكافؤ بين المادة والطاقة بالعلاقة المشهورة.
E = mc2
حيث:
E الطاقة ووحدتها كيلوجرام.متر مربع / ثانية مربع أو جول
m كتلة الجسم أو الجسيم كيلوجرام
c سرعة الضوء في الفراغ 3 × 108 متر/ثانية.

شكل فينمان يمثل تحول الإلكترون والبوزيترون إلى شعاع غاما ، وينوه عن العملية العكسية الممكنة وهي تحول شعاع غاما إلى إلكترون وبوزيترون.

وكلمة إفناء هي ترجمة كلمة annihilation الإنجليزية وهذه أخذت عن اللاتينية nihil التي تعني (لا شيء). وكما بينا أعلاه لا إفناء للمادة ولا للطاقة وإنما تحول من حالة إلى حالة.
ونقيض الإلكترون أو البوزيترون هو جسيم أولي له نفس كتلة الإلكترون وله كم من الشحنة تساوي تماما كمة شحنة الإلكترون إلا أنها شحنة موجبة. وليست شحنة سالبة كالتي يحملها الإلكترون.
فعندما يلتقيا أو يصتدما الإلكترون والبوزيترون يتحولان إلى شعاعين من أشعة غاما يحملا طاقتيهما، وتنقسم الطاقة الكلية بين الشعاعين بالتساوي. وهذا ما يتطلبه قانون انحفاظ الطاقة وقانون انحفاظ كمية الحركة. فتبلغ طاقة كل شعاع غاما 0.511 MeV ، ويكون الشعاعان متضادين في الاتجاه.
وتبلغ كتلة السكون للإلكترون 0.511 MeV ، وتبلغ كتلة السكون للبوزيترون 0.511 MeV، وعند اصطدامهما تتحول كتليهما إلى طاقة، وتظهر هذه الطاقة في هيئة شعاعي غاما، ويحمل كل شعاع طاقة قدرها 0.511 MeV.
كذلك يمكن أن تحدث عملية الإفناء أو التحلل للبروتون ونقيض البروتون antiproton ، وتكون نتيجة التحلل إنتاج 2 من الفوتونات (شعاعي غاما)، كل واحد منهما له كتلة ساكنة = 938 MeV. وإذا كانت طاقة البروتون ونقيض البروتون أعلى من 2 × MeV 1876 = 938 بسبب سرعاتهم الكبيرة، تتوزع الطاقة الكلية بين الفوتونين الناتجين بالتساوي. وطبقا لقانون انحفاظ كمية الحركة ينطلق الشعاعان في اتجاهين منعكسين.

## أمثلة على التحلل أو الإفناء
e−
 + 
e+
 → 
γ
 + 
γ

عند اصطدام إلكترون بطيئ السرعة مع بوزيترون بطيئ يتحللان وينشأ في العادة شعاعان من أشعة غاما طالما لا يحمل الإلكترون أو البوزيترون طاقة حركة كبيرة، تساعد على نشأة جسيمات أخرى. أما إذا كان أحد الجسيمان الإلكترون أو البوزيترون يحمل طاقة حركة كبيرة فيمكن خلال تلك العملية أن تنشأ جسيمات جديدة إذا كانت طاقة الحركة كافية، وتلك العملية هي عكس «الإفناء» فهي تسمى عملية إنتاج زوجي. وأحيانا تحمل الصور المأخوذة في المعجلات صورا لتحول أشعة غاما الصادرة عن الإلكترون والبوزيترون إلى جسيمات أخرى.
تحلل الإلكترون والبوزيترون عند التقائهما لا يمكن أن ينتج شعاعا واحدا من أشعة غاما بسبب قانون انحفاظ كمية الحركة الذي يمنع حدوث ذلك، أو يمكن أن يسمح به بشرط وجود جسيم ثالث (مثل نواة ذرية) تقوم بحمل كمية الحركة الزائدة. لذلك يتحلل البوزيترون والإلكترون عند اصطدامهما ببعض إلى شعاعين غاما.
بالتامل لمعادلة التفاعل أعلاه يتبين أنه إذا كانت طاقة حركة الإلكترون والبوزيترون صغيرة فإن التحول يصير بمقدار كتلة السكون للإلكترون وكتلة السكون للبوزيترون، وكلاهما متساويان ويبلغ كل منهما 51و0 مليون إلكترون فولت. يناء عن ذلك ينشأ عن تفاعلهما شعاعين غاما، كل شعاع منهما ذو طاقة 51و0 مليون إلكترون فولت أيضا.
وبافتراض أن لدينا إلكترون وبوزيترون يحمل كل منهما طاقة حركة قدرها 03و0 مليون إلكترون فولت واصطدما ببعضهما و«أفنى» كل منهما الآخر، فينشأ عن التفاعل شعاعان غاما كل منهما له طاقة قدرها 54و0 مليون إلكترون فولت.

## الإناء البروتون ونقيض البروتون
نقيض البروتون هو بروتون ذو شحنة سالبة، وعندما يجتمعان يتفاعلان مع بعضهما البعض بطريقة أعقد من التقاء الإلكترون بالبوزيترون. فبصفة عامة فإن اصطدام بروتون بنقيضه ينتج عددا من الميزونات ومعظمها يكون ميسون-بي أو ميسون-كي وهذه تتطاير من نقطة الاصطدام. ولكن الميزونات المتكونة لا تكون مستقرة وتتحلل سريعا منتجة أشعة غاما، وإلكترونات، وبوزيترونات ونيوترينوات.
(ملحوظة: يبلغ كتلة البروتون 980 مليون إلكترون فولت أي أكبر نحو 1840 مرة من كتلة الإلكترون التي تبلغ فقط 51و0 مليون إلكترون فولت. كذلك تبلغ كتل الميسونات أقل بكثير من كتلة البروتون أو كتلة نقيض البروتون.)
كما يتم هدا النوع من التفاعل بين أي باريون (مكون من 3 كواركات) مع أي نقيض الباريون (مكون من 3 نقيض كواركات). كما يمكن لنقيض البروتون «إفناء» النيوترون على هذا النحو.
ونجد خصائصا للتفاعلات التي تنتج ميسونات. فيحتوي البروتون على 2 كواركات علوية و 1 كوارك سفلي، في حين يتكون نقيض البروتون من 3 لنقيض كواركات. وتعمل القوة القوية على تفاعل شديد بين الكواركات ومضادات الكواركات، فعندما يقترب بروتون من مضاد البروتون تميل الكواركات للالتحام بمضادات الكواركات وتكون 3 من ميسونات-بي. وتنتج كاقة كبيرة عن هذا التفاعل حيث أن كتلة السكون للثلاثة ميسونات-بي أقل بكثير من كتلتي البروتون ومضاد البروتون. وتظهر تلك الطاقة الزائدة في هيئة طاقة حركة للميسونات الناتجة، أو أشعة غاما، أو يمكنها عن طريق إنتاج زوجي تكوين أزواجا إضافية من الكوارك-نقيض الكوارك.